# Payday 3
Payday 3 est un jeu de tir à la première personne développé par Overkill Software et Starbreeze AB et édité par Prime Matter, sorti le 21 septembre 2023.

## Trame
Le jeu se déroulera après la fin de Payday 2 où les braqueurs se sont séparés et laissé leur vie de crime, mais le gang est contraint de continuer leur vie de braquage. Overkill a confirmé que l'équipe originale de personnages issus de Payday: The Heist ("Dallas", "Chains", "Wolf" et "Hoxton") seront dans Payday 3, qui aura lieu principalement à New York,,. Les premiers jeux se déroulent dans les années 2010, mais Payday 3 aura lieu dans les années 2020, avec des différences comme une surveillance de masse ou la montée en puissance de la cryptomonnaie,.

## Développement
Overkill Software est un studio de Starbreeze après l'acquisition de 30 millions de dollars d'Overkill et de la propriété intellectuelle de Payday, mais ils ont eu des problèmes financiers avec la réalisation de Payday 3, mais le projet était de nouveau en développement après que Starbreeze a signé un contrat de 50 millions d'euros en 2021 pour coéditer le jeu avec Koch Media,. Payday 3 est développé avec Unreal Engine 4 et prévoit de passer à la version 5 après sa sortie, contrairement aux jeux précédents où ils utilisent Diesel de Grin. Le 1er janvier 2023, le studio Starbreeze a confirmé la sortie du jeu sur PC et console pour l'année 2023.
À la suite d'une conférence Xbox Showcase, la date de sortie du jeu a été annoncée au 21 septembre 2023.